# Binary Land
Binary Land (バイナリィランド?) es un videojuego lanzado en 1984 por Hudson Soft para MSX, FM-7, NEC PC-6001, NEC PC-8801 y en 1985 para la consola Nintendo Entertainment System. 

## Objetivo del juego
El jugador controla al mismo tiempo a dos pingüinos (Gurin y Malon) que se encuentran en lugares opuestos de una habitación. Para ganar el juego, se debe llevar a los dos animales hasta la punta de la habitación mientras se esquivan arañas (las arañas causan una pérdida inmediata de la partida si toca a uno de los animales ) y sus telarañas  (pierdes un animal pero puedes controlar al otro y llegar al otro costado para rescatarlo) e incluso Pájaros  (estos alteran la posición de cada uno no puede ser derrotados por nada ni tan siquiera por el power-up más poderoso del juego). Al llegar arriba, los dos pingüinos deben tocar al mismo tiempo un corazón en una jaula que se encuentra allí de lo contrario el nivel no será completado. Como factor de dificultad existe un límite de tiempo, además del hecho de que los pingüinos se mueven a la inversa del otro. Cuando los pingüinos se unen, los dos se dan un beso y avanzan al siguiente nivel. Como muchos juegos antiguos, Binary Land no posee final y se rige del puntaje más alto del jugador.
La música que suena de fondo es la melodía del vals Je te veux de Erik Satie.